# Station Couiza-Montazels
Station Couiza-Montazels is een spoorwegstation in de Franse gemeente Montazels.